# Université nationale de pédagogie de Séoul
L'université nationale de pédagogie de Séoul (en hangul : 서울교육대학교) est une université nationale de Corée du Sud située à Séoul.

## Histoire
L'établissement est créé en 1946 comme une école normale pour la formation des enseignants du 1er degré sous le nom de 경기공립사범학교. En 1962, il est intégré à l'université nationale de Séoul. En 1973, l'établissement prend son nom et son statut actuel.

## Anciens élèves
- Kim Soo-yong